# Suanhild (Essen)

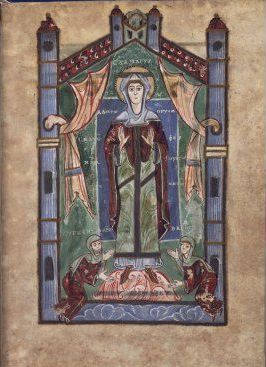
Das Stifterbild (S.17r) des Svanhild-Evangeliars. Suanhild und die Essener Pröpstin Brigida überreichen das Buch der stehenden Gottesmutter Maria. Die Stifterinnen sind namentlich bezeichnet, um ihr Gedächtnis zu vermitteln, die Figuren tragen jedoch keine individuellen Züge.

Suanhild († 30. Juli 1085 in Essen), in moderneren Schreibweisen oft auch Swanhild, Svanhild oder Schwanhild, war von wahrscheinlich 1058 bis zu ihrem Tode Äbtissin im Stift Essen. Wie ihre Vorgängerinnen ließ sie einen Kirchenbau errichten und erweiterte den Essener Domschatz um Kunstwerke. Suanhild stiftete 1073 die Stiftskirche Essen-Stoppenberg als Pfarrkapelle. Dem Essener Domschatz fügte sie ein Armreliquiar des Hl. Basilius hinzu.

## Leben
Es gibt nur wenige schriftliche Quellen zu Suanhild. Wahrscheinlich war sie die direkte Nachfolgerin der letzten mit einem Kaiser verwandten Essener Äbtissin Theophanu (1039–1058), in deren undatiertem Testament sie als Zeugin genannt ist. Dieses ist zugleich die erste urkundliche Erwähnung Suanhilds. Ihr Geburtsdatum ist unbekannt. Das kanonische Mindestalter, um Äbtissin zu werden, betrug 30 Jahre, sollte sie tatsächlich Theophanus direkte Nachfolgerin sein, müsste sie vor 1028 geboren sein. Suanhilds Eintrittsdatum in das Stift Essen ist ebenso unbekannt wie ihre familiäre Abstammung. Zwar sind ihre Erbgüter bekannt, jedoch nicht, wer diese vor Suanhild besessen hat, so dass auch hierüber keine Zuordnung zu einem Adelsgeschlecht möglich ist. Die in der Literatur zum Stift Essen häufiger zu findende Zuordnung zum Geschlecht der Grafen von Hückeswagen, die auf einem auch in anderen Punkten unzuverlässigen frühneuzeitlichen Äbtissinnenkatalog des Stifts Essen beruht, leidet darunter, dass das Geschlecht der Grafen von Hückeswagen erstmals 1133 urkundlich erwähnt ist.
Im Theophanu-Testament erscheint Suanhild unter den als Zeugen zugezogenen Stiftsdamen, verfügte aber über kein erwähntes Amt wie Pröpstin oder Dechantin. Ein solches Amt war jedoch keine Voraussetzung für das Äbtissinnenamt. Gesichert ist das Abbatiat Suanhilds erst für das Jahr 1073 durch eine Urkunde des Erzbistums Köln, in der die Kirche in Stoppenberg, die sie gestiftet und der Kölner Erzbischof Anno II. geweiht hatte, von Anno Privilegien erhielt.
Mai/Juni 1085 versuchte Suanhild, auf einer Synode in Mainz von Kaiser Heinrich IV. eine Bestätigung und Schutzerklärung für die von ihr vorgenommene Schenkung ihrer Erbgüter Gesseron, Vuedereke und Hukengesuuage (Geißern bei Wachtendonk und Hückeswagen, der dritte Ort ist unbekannt) an das Stift Essen zu erhalten. Die Urkunde wurde jedoch nicht vollzogen, obschon sich auf ihr ein Vollziehungsstrich befindet. Es fehlt aber das im Urkundstext genannte Siegel und die Datumszeile, so dass davon ausgegangen wird, dass der Vollziehungsstrich von unbekannter Hand auf einen Entwurf gesetzt wurde. Möglicherweise geschah dies, um Ansprüche von Verwandten Suanhilds abzuwehren, denn die Schenkung wurde vollzogen: Die Besitzung bei Wachtendonk gehörte noch bei Auflösung des Stiftes 1803 zu dessen Besitztümern. Möglich ist auch, dass diese Urkunde eine nach Suanhilds Tod aus gleichen Gründen entstandene Totalfälschung ist, gegen diese These spricht jedoch die Unvollständigkeit der Urkunde.
Suanhild verstarb nach dem Essener Nekrolog an einem 30. Juli, vermutlich 1085, da kein weiterer Versuch unternommen wurde, die Bestätigung für die Schenkung vom Kaiser zu erhalten. Beigesetzt wurde Suanhild vor dem Hauptaltar der Krypta des Essener Münsters, wahrscheinlich in einem Hochgrab über dem Grab der bedeutenden Essener Äbtissin Mathilde.

## Werke

### Die Stiftskirche Stoppenberg

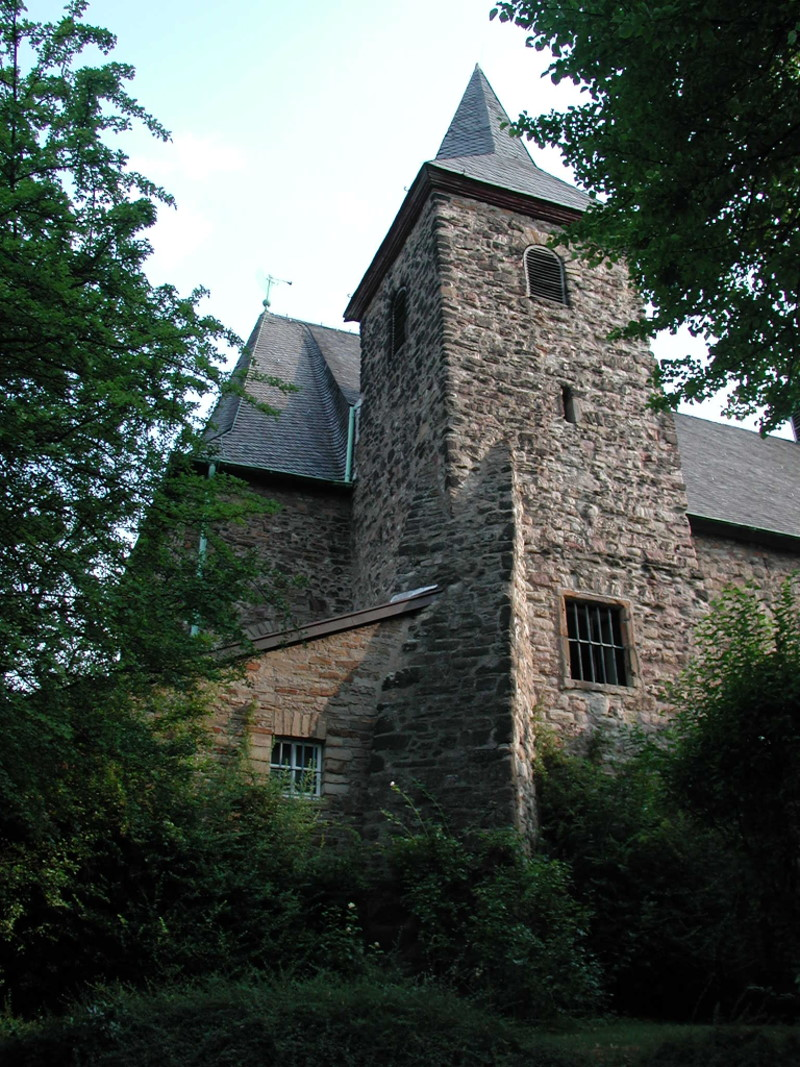
Die Stiftskirche in Stoppenberg geht auf eine Gründung Suanhilds zurück

Der heutige Essener Stadtteil Stoppenberg ist zu Fuß mehr als eine Stunde von dem Essener Münster entfernt, im 11. Jahrhundert war der Weg zum Gottesdienst von dort für die stiftshörigen Bauern noch länger und beschwerlicher, so dass diese besonders im Winter dem Gottesdienst fernblieben. Aus diesem Grund veranlasste Suanhild dort den Bau einer Pfarrkapelle aus ihren eigenen Mitteln, also ihrem persönlichen Vermögen. Diese Kapelle wurde am 29. Januar 1073 geweiht. Es handelt sich um eine dreischiffige Pfeilerbasilika mit quadratischem Chorhaus, geweiht dem Heiligen Nikolaus. Der Kölner Erzbischof Anno II., der die Weihe vornahm, stattete die Kapelle auf Intervention Suanhilds mit dem Privileg aus, dass die Umwohnenden dort in Notfällen das Sakrament empfangen und das Begräbnisamt halten konnten. Die Pfarrkapelle wurde im 12. Jahrhundert Klosterkirche eines Prämonstratenserklosters, aufgrund dessen wird sie heute als Stiftskirche bezeichnet.

### Das Basilius-Armreliquiar
Ein Armreliquiar des Essener Domschatzes wird ebenfalls als Stiftung Suanhilds betrachtet. Es handelt sich um ein 46 cm hohes Reliquiar, das in Form eines rechten Unterarms aus Eichenholz geschnitzt ist, das anschließend mit Silber- und vergoldetem Kupferblech überzogen wurde. Da der Heilige Basilius zu den Patronen der Kirche in Stoppenberg gehörte und das Reliquiar im Mittelalter alljährlich von der Münsterkirche nach Stoppenberg überführt wurde, ist die Zuschreibung an Suanhild unumstritten.
Das Reliquiar selbst lässt erkennen, dass nicht die besten Künstler daran tätig waren. Der mittlere Teil der Hand ist zu kurz im Verhältnis zu den Fingern. Die Metallplatten, die die Finger umkleiden, sind zusammengestückelt. Der Arm ist besser gelungen. Dort zeigt das Reliquiar die Ärmel eines Ober- und eines Untergewandes, wobei der Faltenwurf unterschiedlich schwerer Stoffe nachgeahmt ist. Bei beiden Ärmeln ist die Gewandborte durch aufgenietete Metallstreifen angedeutet. Einer von diesen zeigt ein Rautenmuster, das kleine Blattornamente einschließt, die andere trägt ein Rankenmuster und die Inschrift † Serve Dei Vivi Benedic Nos Sancte Basili † (dt.: Diener des lebendigen Gottes segne uns Heiliger Basilius). Die beiden Borten, der Ärmel des Obergewandes und der mit zwei Scharnieren befestigte Boden des Reliquiars sind aus vergoldetem Kupferblech, die übrigen Beschläge aus Silberblech gefertigt.
Die Hand weist noch zwei besondere Merkmale auf: Zum einen ist auf ihrer Außenseite eine runde Platte aus Goldblech aufgenietet, auf der ein Kreuz mit einer nach oben gerichteten Hand eingraviert ist. Auf dem Rand dieser Platte befindet sich die Inschrift † Dextera Di, was als „die rechte Hand Gottes“ zu lesen ist. Vergleichbare Medaillons befanden sich an Handschuhen, die ab dem 10. Jahrhundert zur liturgischen Bekleidung von Bischöfen gehörten, und wurden unter Innozenz III. vorgeschrieben. Ein vergleichbarer Handschuh ist in der Schatzkammer der Abtei Werden erhalten. Die andere Besonderheit ist ein 1,2 cm mal 0,6 cm messendes, 6 cm tiefes Loch im Holzkern zwischen Daumen und Zeigefinger, dessen Zweck unklar ist. Möglicherweise diente es zur Befestigung eines kleineren Reliquienbehälters, eines Kreuzes oder eines ikonographischen Attributs des Heiligen Basilius.
Bei dem Basilius-Armreliquiar handelt es sich um eines der ältesten erhaltenen Armreliquiare, bei dem sich zudem durch den Essener Liber ordinarius nachweisen lässt, dass das Reliquiar benutzt wurde, um mit ihm den Segen zu erteilen.

### Das Suanhild-Evangeliar
Suanhild stiftete auch ein prächtiges Evangeliar, dessen Deckel mit Goldplatten und Edelsteinen besetzt war. Sie knüpfte dabei an ihre Vorgängerin Theophanu an, die ebenfalls ein Prachtevangeliar gestiftet hatte, das noch heute im Essener Domschatz erhalten ist. Das Evangeliar der Suanhild galt hingegen lange als verloren, noch Küppers und Paul Mikat schrieben in ihrem 1966 erschienenen Buch über den Essener Domschatz, es sei verloren gegangen. Tatsächlich ist die Handschrift, allerdings ohne die wertvollen Buchdeckel, erhalten; sie befindet sich unter der Signatur Ms Latin 110 in der John Rylands Library in Manchester. Wie die Handschrift von Essen nach Manchester gelangte, ist nicht im Einzelnen bekannt. Nachweislich befand sich die Handschrift noch im 18. Jahrhundert im Besitz des Stiftes Essen. 1895 tauchte sie dann in einer Kunsthandlung in London auf, wo sie ein Lord Lindsay für 300 Pfund erwarb. 1901 erwarb Ms. Rylands die Sammlung Lindsays für die von ihr zum Gedächtnis an ihren verstorbenen Ehemann gestiftete John Rylands Library. Die wahrscheinlichste Annahme ist, dass die Handschrift nach Mediatisierung des Stiftes infolge des Reichsdeputationshauptschlusses 1803 von einem der Kanoniker an sich genommen wurde und nach dessen Tod in den Kunsthandel gelangte.
Bei dem Evangeliar handelt es sich um ein pleonarius, welches an hohen Feiertagen benutzt wurde. Es ist 22 × 15,5 cm groß, der Schriftspiegel misst 15,5 × 8 cm, die Buchmalereien 15,5 × 10 cm. Das Buch enthält die vier vollständigen Evangelien sowie vier Vorreden, die in karolingischen Minuskeln einspaltig mit 28 Zeilen pro Seite geschrieben sind, insgesamt 176 Seiten aus 24 Lagen Pergament. Den Schmuck des Buches bilden sechs ganzseitige Bilder, vier Zierseiten, fünf Rankeninitialen und 13 Kanontafeln. Ein Handschriftenwechsel hinter dem Ende des Evangeliums nach Markus lässt erkennen, dass zwei Schreiber oder Schreiberinnen an dem Werk geschrieben haben.
Wo die Handschrift entstand, ist unbekannt. Die Buchmalerei ist keiner bekannten klösterlichen Malschule zuzuordnen. Insbesondere das Stifterbild, das neben Suanhild die Pröpstin Brigida, ihre Stellvertreterin im Stift Essen, als Mitstifterin ausweist, ist ungewöhnlich, da es als Empfängerin der Stiftung die Gottesmutter Maria in einer für den westlichen Raum untypischen Rolle als „Maria orans“ zeigt. Kahsnitz hält daher sogar für möglich, dass die Handschrift in Essen selbst geschrieben wurde.

## Nachwirken

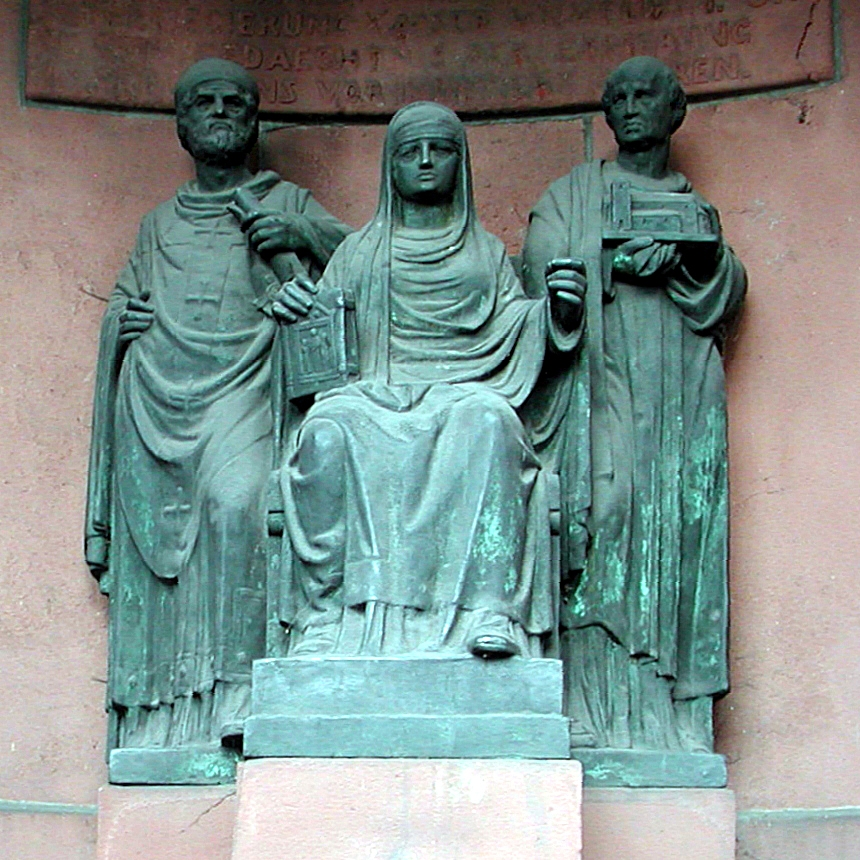
Die Figuren des Schwanhildbrunnens: Anno mit der Urkunde, Suanhild und Heinrich von Essen mit einem Modell der Stiftskirche

Suanhild stiftete aus den Erträgen der von ihr dem Stift übertragenen Güter ein Klosteramt, das stets von einem Kanoniker des Essener Stifts ausgeübt wurde. Die Pflichten des Inhabers des Schwanhildis-Amtes war die Verwaltung der von ihr gestifteten Güter und die Ausrichtung des Memorialdienstes. Zu diesem gehörte alljährlich vier Messen und eine Vigil, die an ihrem Sterbetag gelesen werden mussten, die Verteilung einer bestimmten Anzahl Brote an Stiftspersonen sowie Geldspenden. Das Amt bestand nach Auflösung des Stiftes noch fünf Jahre weiter bis 1808, als der ehemalige Essener Kanoniker Nikolaus Poger als letzter Inhaber starb. Die Stiftung wurde dann vom preußischen Staat in ein „Beneficium“ zugunsten der Pfarrstelle in Borbeck und der Landschule in Frintrop umgewandelt, das mit der Verpflichtung für den Inhaber der Pfarrstelle verbunden war, eine Seelenmesse für Suanhild an ihrem Sterbetag zu lesen. Diese Verpflichtung wurde erst 1913 durch das Erzbistum Köln auf Anregung des Borbecker Pfarrers aufgehoben, da das jährliche Stipendium durch die Stiftung nur noch 8,05 Mark betrug.
Suanhild wird im Essener Stadtteil Stoppenberg, der sich um ihre Stiftskirche entwickelt hat, besonders verehrt. Dort befindet sich auch der 1915 nach Entwurf des Kölner Architekten Carl Moritz in Werkstein und Bronze ausgeführte Schwanhildenbrunnen, auf dem sie, Erzbischof Anno von Köln und der Kanoniker Henricus von Essen, der die Bauausführung für Suanhild überwachte, abgebildet sind. In seiner Nähe führt die kleine Straße Schwanhildenhöhe auf jene Anhöhe, auf der sie ihre Kapelle erbauen ließ. Im selben Stadtteil befindet sich auch die Schwanhildenstraße, die ebenfalls nach der Äbtissin benannt ist.

## Beurteilung
Die Einstufung Küppers und Mikats in ihrem Buch zum Domschatz, dass die eigentliche Glanzzeit des Essener Stifts mit dem Tod Theophanus, der letzten Äbtissin aus einem Kaiserhaus, beendet war, ist fragwürdig. Suanhild handelte in jeder Hinsicht in der Tradition ihrer Vorgängerinnen: Sie mehrte die Güter ihres Stifts durch die Stiftung ihrer Erbgüter. Da das Essener Münster unter ihrer Vorgängerin fertiggestellt worden war (Suanhild, vielleicht aber auch erst ihre Nachfolgerin, erneuerte dort das Atrium), baute sie mit der Pfarrkirche in Stoppenberg an anderer Stelle. Auch mit der Stiftung eines wertvollen Reliquiars und der eines Prunkevangeliars knüpfte sie an die Traditionen ihrer Vorgängerinnen an. Erst von Suanhilds Nachfolgerin Lutgardis ist trotz einer langen Amtszeit keine Kunst- oder Kirchenstiftung bekannt. Es erscheint daher möglich, dass Suanhild aufgrund ihrer unbekannten Abstammung und der dürftigen Quellenlage unterbewertet wird.